# 켄워스
켄워스(영어: Kenworth)는 미국의 상용차 전문 자동차 메이커이다.

## 역사
1912년에 게르링거 자동차(영어: Gerlinger Motor Car)로 설립되었다. 1914년에 최초로 6기통 디젤 엔진을 개발을 착수해 1915년에 출시했다. 그러나 지속적인 재정난으로 인해 당시 사업가인 프레드릭 켄트(영어: Frederick Kent)가 1917년에 걸식스 자동차(영어: Gersix Motor Co.)로 사명이 변경되었다. 1919년에 프레드릭 켄트가 경영에서 물러나면서 그의 아들인 헤리 켄트(영어: Harry Kent)가 회사를 경영하게 되었다. 1923년에 현재의 사명으로 변경했다. 1933년에 최초로 디젤 엔진을 탑재한 트럭을 출시했다. 제2차 세계대전 당시 폭격기용 부품과 4톤형 트럭을 납품했다. 1945년에 미국의 파카 그룹에 인수 되면서 자회사가 되었다. 1951년에 멕시코에 진출을 위해 켄워스 멕시카나를 설립했다. 1962년에 오세아니아에 진출하기 위해 켄워스 오세아니아를 설립했다. 1977년에 영화 스모키 밴디트에서 이 회사에서 제작한 W900A란 모델이 출연한 바가 있다.

## 생산 차종

#### 현재 생산차종
아메리카 모델
- C500B / C554B (오프 하이웨이)
- W900 (W900S, W900L, W900B)
- T800 (T800H - 하이후드/T800W - 와이드그릴 / T800S - 쇼트후드)
- T660
- T680
- T440 (클래스 7/8)
- T370 (클래스 7)
- T270 (클래스 6)
- T170 (클래스 5)
- C500B /510 ("A" 시리즈 단종)
- K500 (DAF XF 캡온 KW C500 클래스)
- 953
- 953S

오세아니아 모델
- T359
- T409
- T409SAR
- T609
- T659
- T909
- C509
- C510
- C540
- K200

## 사진

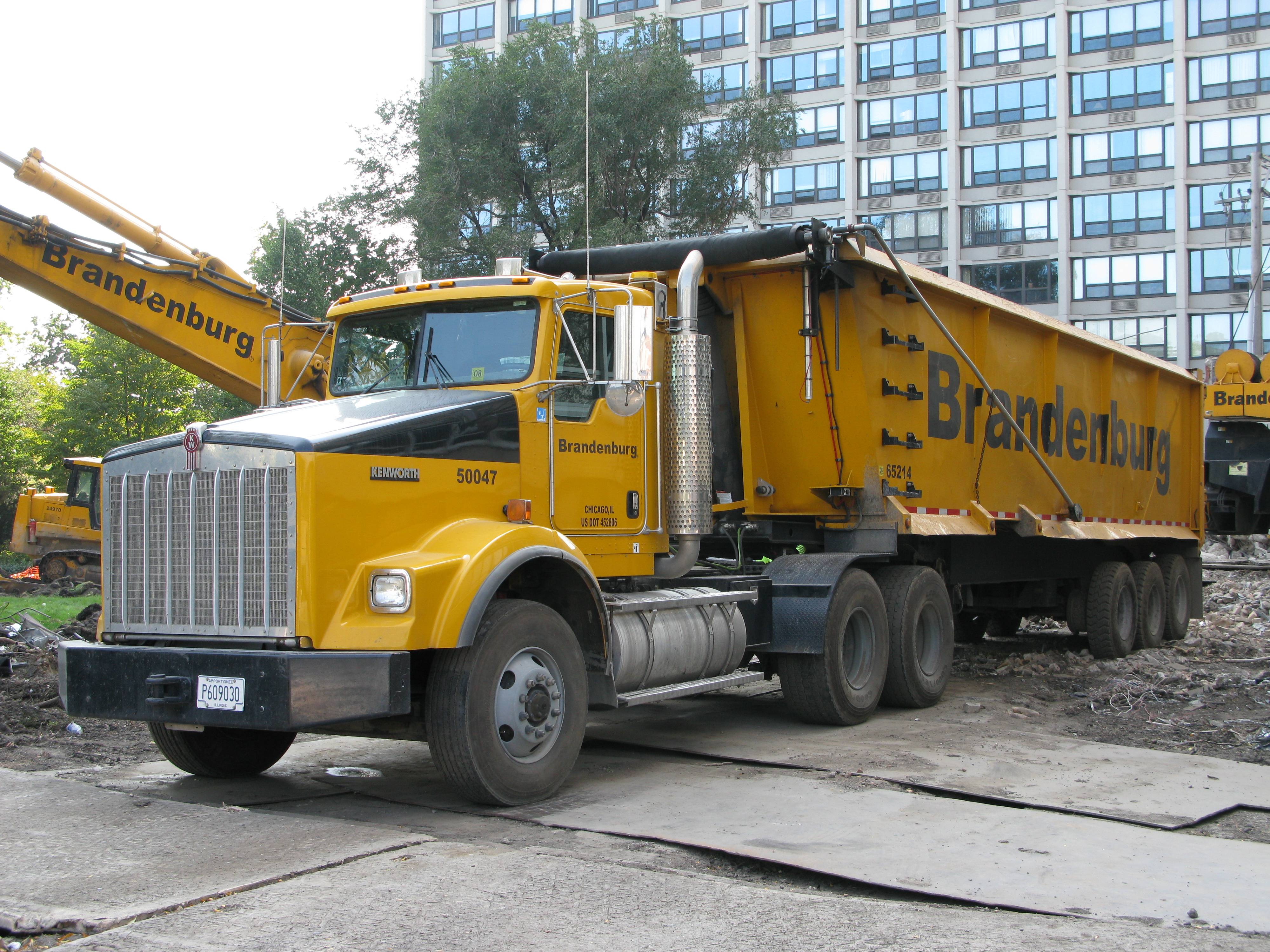
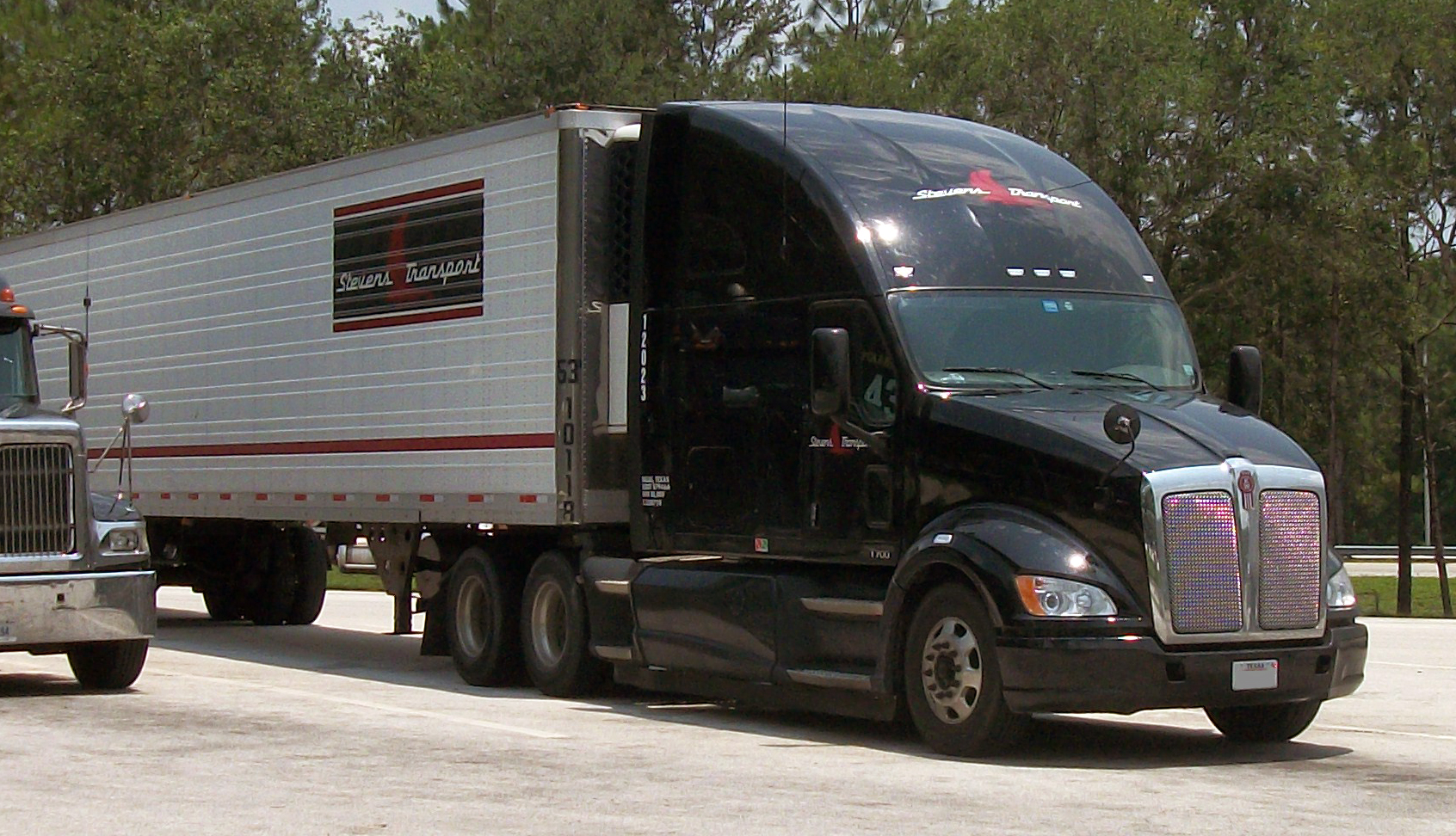
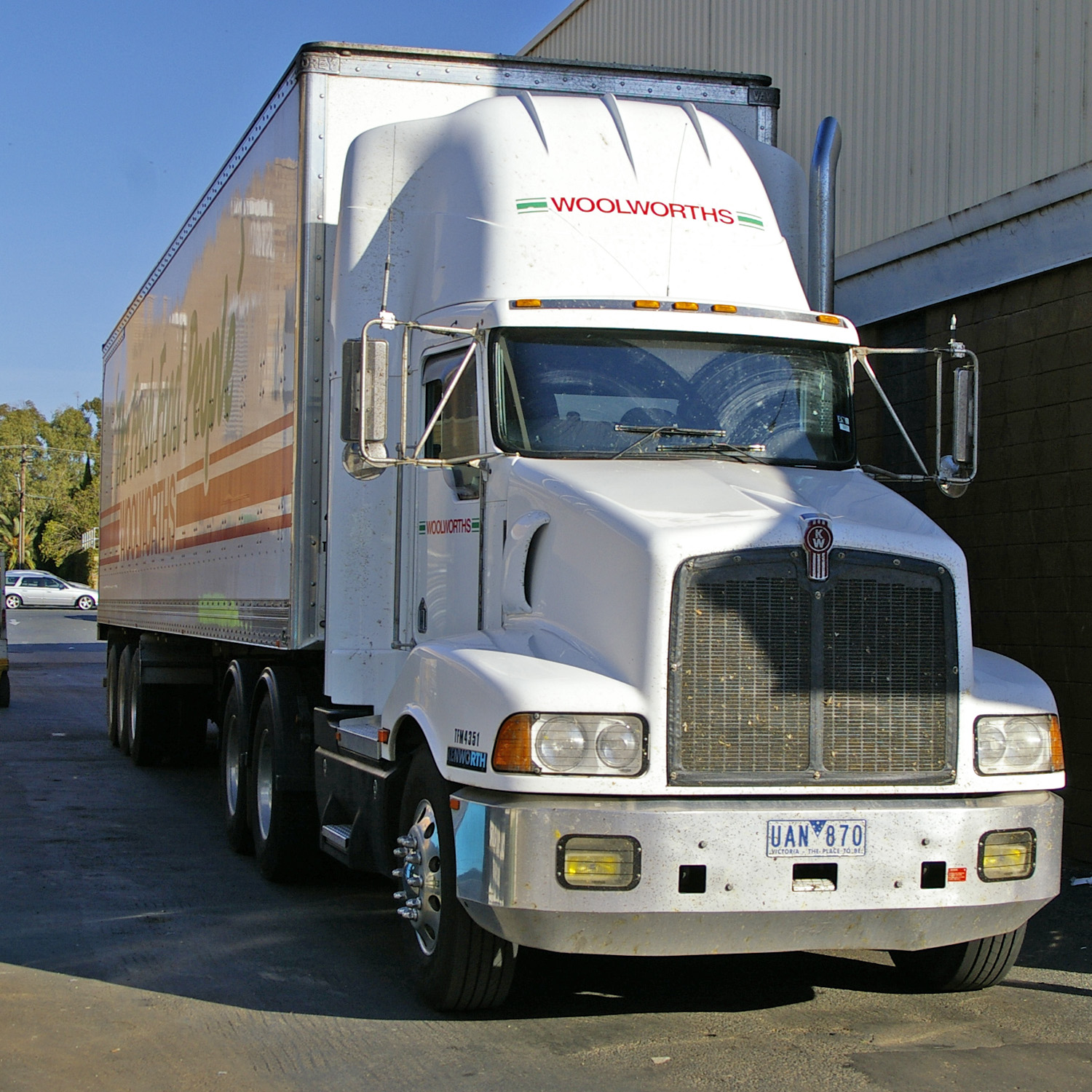
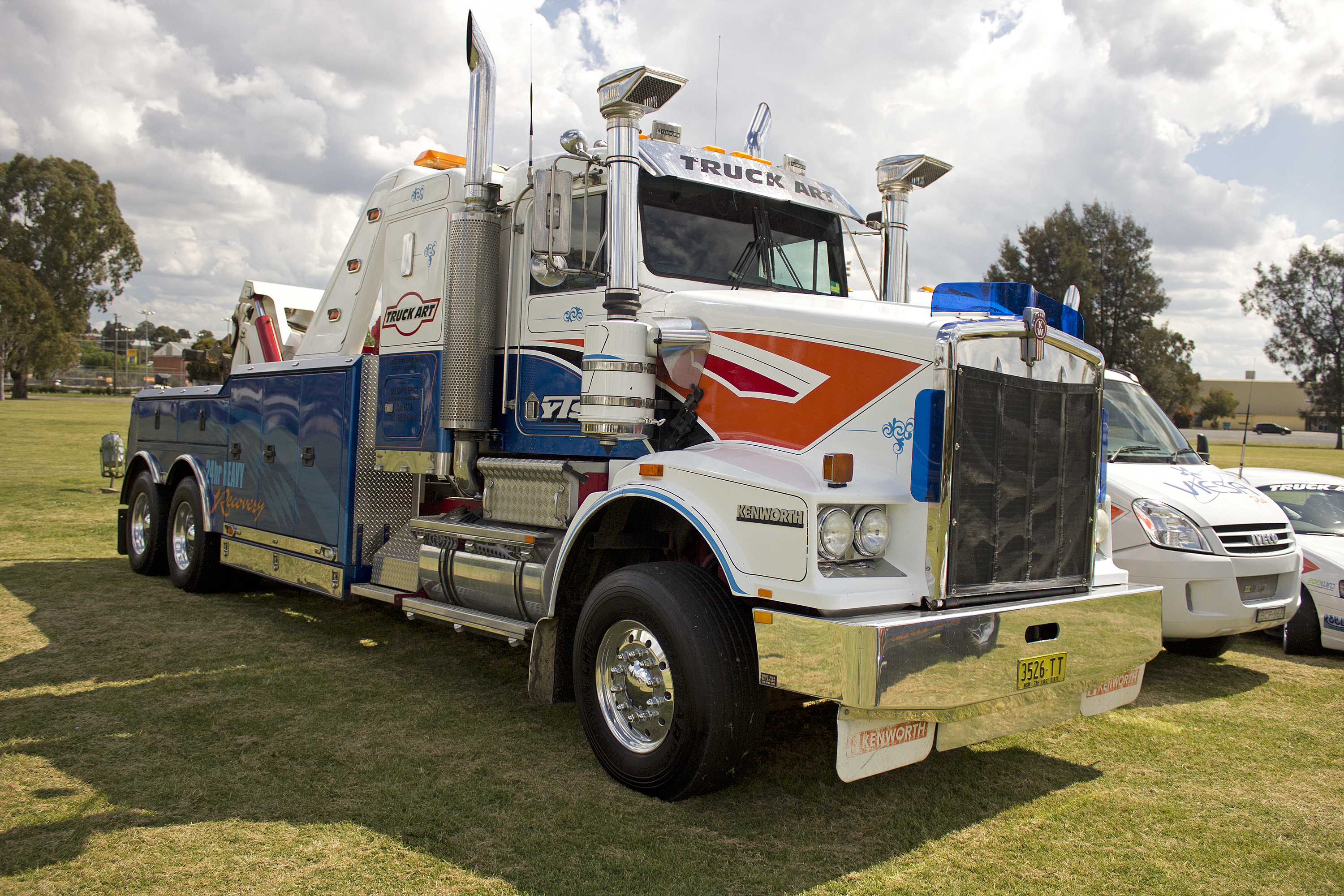
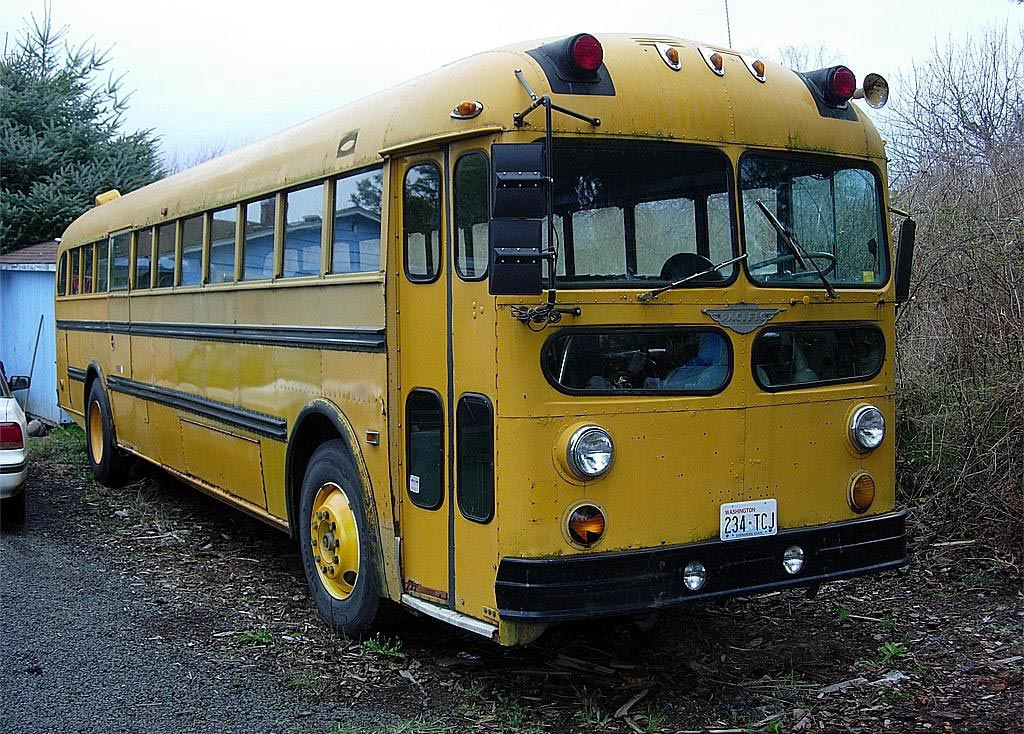
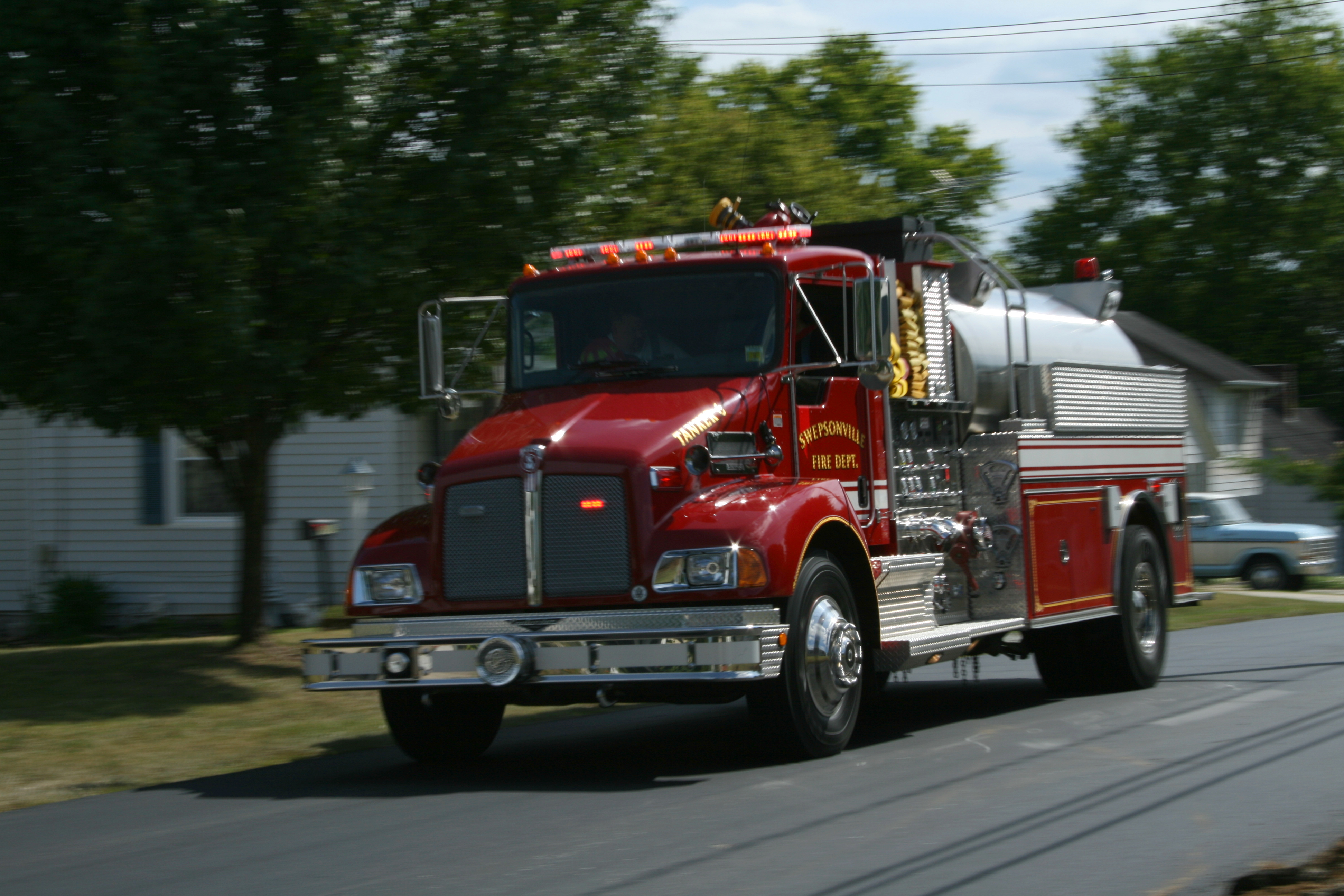
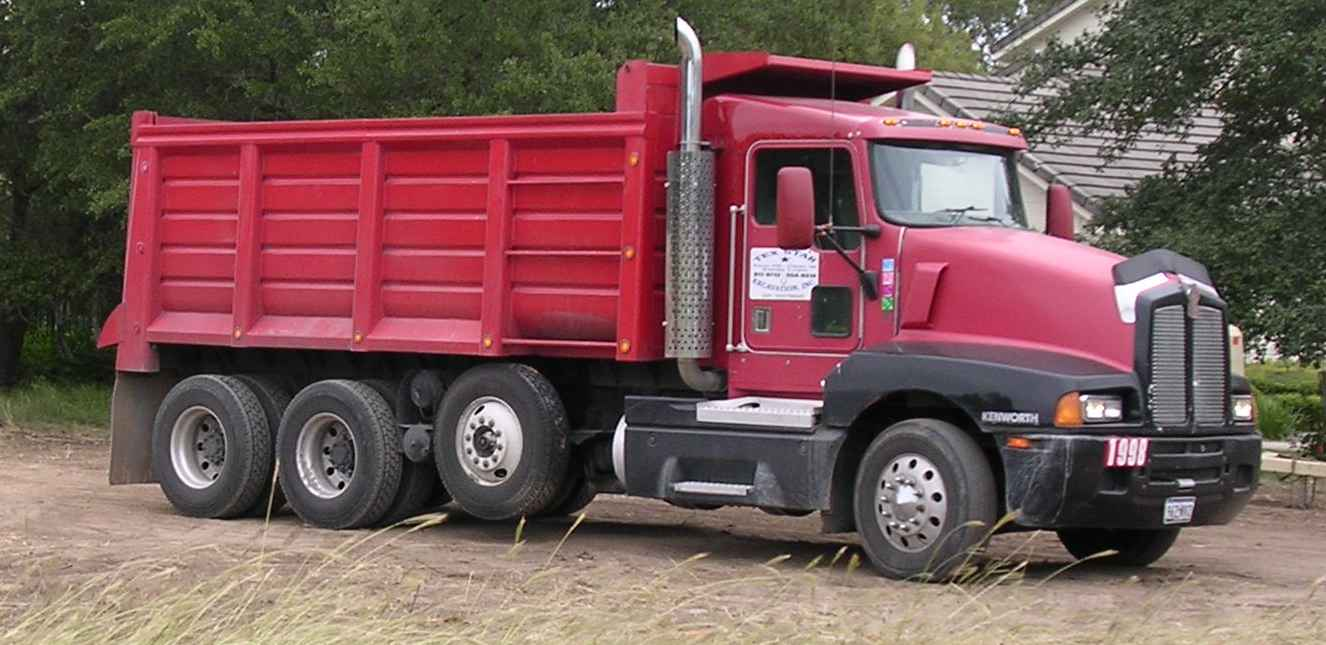
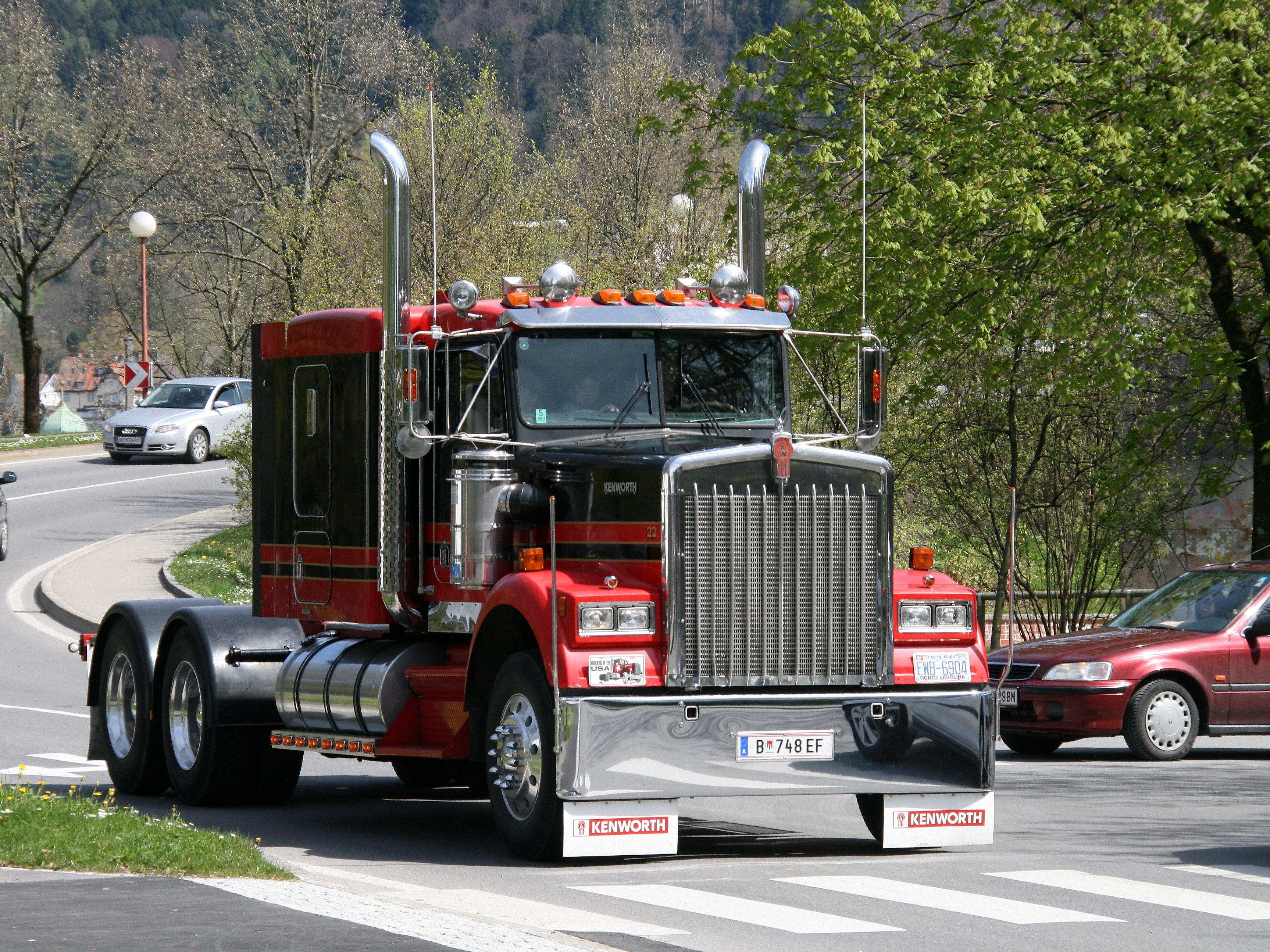
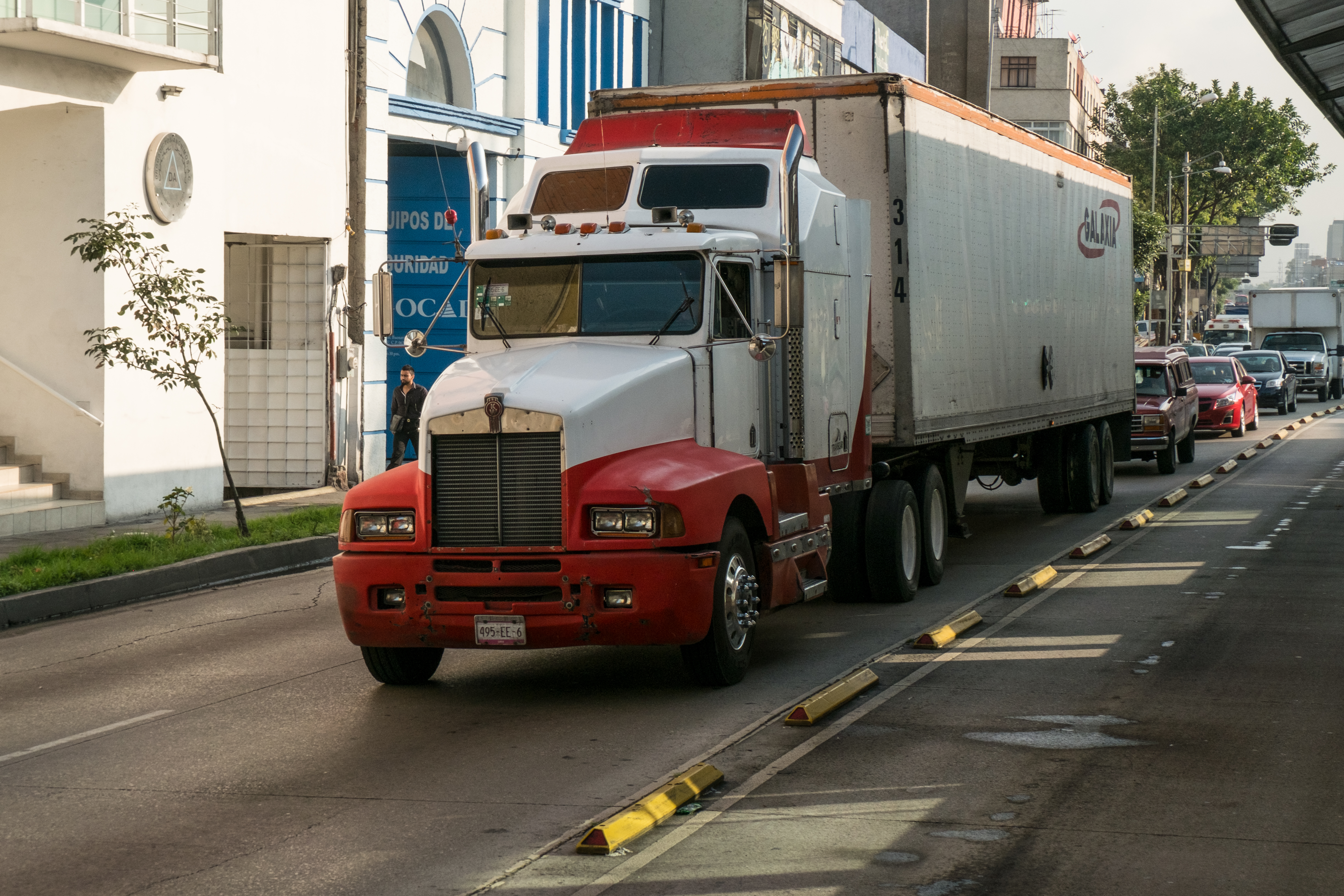

#### 과거 생산차종
- T600/T600A/T600B
- T450
- C850
- T700
- T2000
- LW900
- W925
- K100/K100E/K136E
- K184
- K330
- L700 (현재 피터빌트 320)
- LCF (210)
- 993
- T904
- T908
- T950

## 같이 보기
- 파카 그룹
- 덤프 트럭